# Аркан (танок)

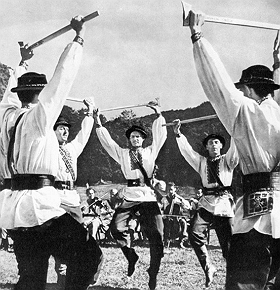
Гуцульський танець Аркан

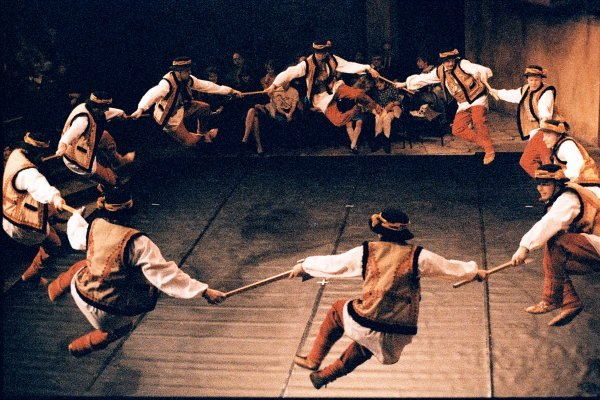

Арка́н — український народний чоловічий коловий танець, поширений серед гуцулів, в Івано-Франківській, Чернівецькій та Закарпатській областях.
Елемент обряду посвячення гуцульського 20-річного юнака на леґеня (після проходження обряду він отримував право танцювати, носити бартку (топірець), вбивати ворогів та підперезуватися широким паском, тобто ставав потенційним опришком). Відомий також у Румунії та Молдові як аркан (рум. Arcan, «аркан», «ласо», «коло») або арканул (рум. Arcanul). Характерне ритмічне чергування — 2/4 в першому такті та 2/8 і 1/4 у другому. Аркан має дві групи рухів 1) «прибий» і «зміни», 2) «підківка», «тропачок», «гайдук» (перша властива тільки арканові, друга трапляється також у коломийкових танцях). Танцюють зімкнутим колом або півколом з топірцями в руках.
У 2020 році звичай виконувати танець Аркан з Ковалівкою в Печеніжинській ОТГ внесено до переліку нематеріальної спадщини України.